# 金栄桂
金 栄桂（きん えいけい）は中華民国、満州国の政治家。字は伯衡。

## 事績
1908年（光緒34年）より山東省で地方官吏となる。1911年（宣統3年）1月、臨邑県知事となった。中華民国成立後も引き続きその地位にある。1913年（民国2年）10月、山東省徳県知事に異動する。1918年（民国7年）2月、済寧県知事となった。翌年7月、済南警察庁庁長兼理膠済路警察事宜に昇進している。1920年（民国9年）1月、済南市政庁総弁に任命された。
1921年（民国10年）、吉林省に転じ、同省省長公署参議となった。同年5月、吉林全省保衛団督弁処処長となる。1925年（民国14年）3月、東省特別区警察総管理処処長に任ぜられた。1930年（民国19年）、東省鉄路督弁公署参賛となる。
満州事変（九・一八事変）後、金栄桂は満州国建国に参加する。1932年（民国21年/大同元年）初めに、東省特別区警察管理処処長に任ぜられる。同年3月、正式に満州国が成立すると、いったん中東鉄路理事会理事に異動する。9月、再び東省特別区警察管理処処長に戻った。翌年3月、ハルビン特別市警察庁庁長となる。1936年（康徳3年）12月、首都警察庁総監に任ぜられた。翌年7月、奉天市市長に昇進している。1938年（康徳5年）7月、奉天省省長となった。1942年（康徳9年）9月まで、その地位にあった。
以後、金栄桂の行方は不詳である。